# Nastri d'argento 1955
La 10ª edizione dei Nastri d'argento si è tenuta il 16 luglio 1955 a Roma.

## Vincitori

### Produttore del miglior film
- Carlo Ponti e Dino De Laurentiis - La strada

### Migliore regista
- Federico Fellini - La strada

### Migliore scenario
- Federico Fellini e Tullio Pinelli - La strada

### Migliore attrice protagonista
- Silvana Mangano - L'oro di Napoli

### Migliore attore protagonista
- Marcello Mastroianni - Giorni d'amore

### Migliore attrice non protagonista
- Tina Pica - Pane, amore e gelosia

### Migliore attore non protagonista
- Paolo Stoppa - L'oro di Napoli

### Migliore musica
- Angelo Francesco Lavagnino - Continente perduto

### Migliore fotografia
- Aldo Graziati (alla memoria) - Senso

### Migliore scenografia
- Mario Chiari - Carosello napoletano

### Premio a disposizione della giuria
- Mario Craveri per l'impiego del CinemaScope in Continente perduto

### Migliore film straniero
- Fronte del porto (On the Waterfront) - regia di Elia Kazan